# 豊田市立衣丘小学校
豊田市立衣丘小学校（とよたしりつ ころもがおかしょうがっこう）は、愛知県豊田市三軒町にある公立小学校。

## 概要
- 朝日ケ丘1丁目、小川町1-3丁目、小坂町1-13丁目、小坂町14丁目（一部）、小坂町15丁目（一部）、衣ケ原3丁目（一部）、三軒町1丁目（一部）、三軒町3丁目（一部）、三軒町2・4-8丁目、広久手町4丁目（一部）、広久手町5丁目（一部）、広久手町6・7丁目が校区である。公立中学校に進学する場合は豊田市立朝日丘中学校へ進学する [1]。
- 校内には80本以上のミカンの木が植えられている。ミカンは児童により収穫されている。毎年11月に地域住民を招待して「みかん祭り」を開催している。
- 校歌は作詞森雪之丞、作曲松崎好孝である。

## 沿革
- 1979年（昭和54年）4月 - 開校。
- 2012年（平成24年） - 豊田市の都市と山間交流事業として道慈小学校と交流を開始する。

## 交通アクセス
- 名鉄三河線豊田市駅下車、徒歩約25分。
- 愛知環状鉄道線新豊田駅下車、徒歩約20分。
- 名鉄バス星ヶ丘・豊田線「洞泉寺前」バス停より徒歩約5分。

豊田市駅より【51系統】「赤池駅」行（新屋経由）、【50系統】「三好」行（新屋経由）。
- 名鉄バス星ヶ丘・豊田線「八迫山」バス停より徒歩約3分。

豊田市駅より【53系統】「赤池駅」行（衣ヶ原経由）、【54系統】「三好」行（衣ヶ原経由）。
- 名鉄バス豊田西市内線「八迫山」バス停より徒歩約3分。

豊田市駅より【55系統】「聖心寮前」行。

## 周辺施設
- 愛知県立豊田西高等学校
- 豊田市立朝日丘中学校
- 豊田市立逢妻中学校
- 豊田市立童子山小学校
- 豊田市民文化会館
- 豊田市美術館
- 毘森公園
- トヨタ中央自動車学校
- トヨタ自動車元町工場
- キユーピー挙母工場